# Palm Tungsten

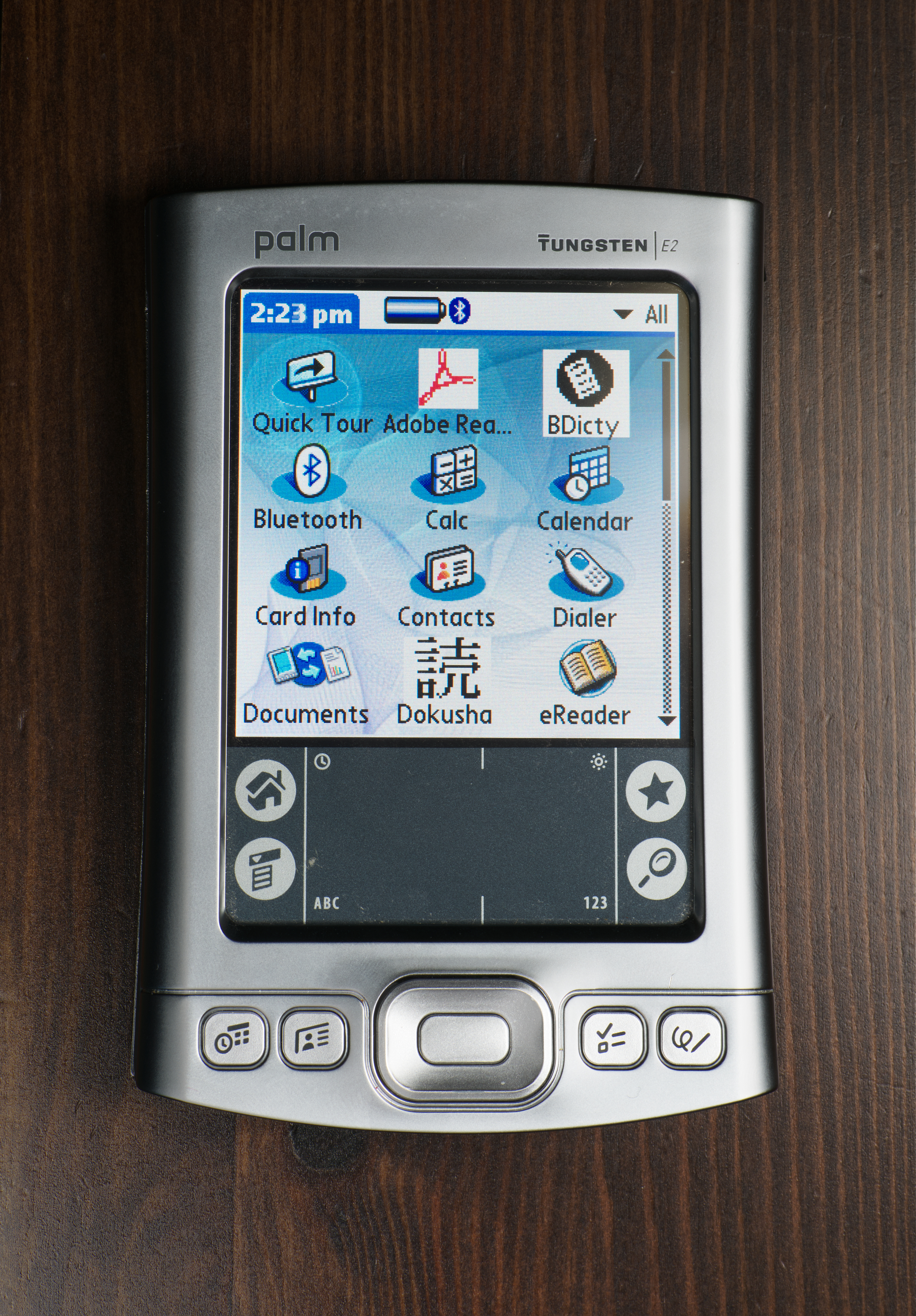
Palm Tungsten E2.

Palm Tungsten é uma série de PDAs produzidos pela Palm, Inc entre os anos de 2002 a 2005, sua margem de preço variava entre US$199 e US$400, todos os modelos tinham resolução de 240x320 pixels e entrada para SD card.
O Tungsten E lançado em outubro de 2003 foi o modelo mais barato e também o que teve o maior número de vendas com processador ARM de 126 MHz da Texas Instruments e 32MB de memória, o Tungsten E2 foi lançado em abril de 2005 substituindo o modelo anterior com processador 200 MHz da Intel com os memos 32MB de memória.
O Tungsten T foi lançado em novembro de 2002 com processador ARM 144 MHz da Texas Instruments e 16MB de memória, o Tungsten T2 substituiu o anterior lançado em julho de 2003 com uma tela melhor e 32MB de memória, o Tungsten T3 foi lançado em outubro de 2003 com processador 400 MHz da Intel e 64MB de memória, em 2004 foi lançado o Tungsten T4 com processador 416 MHz da Intel e com 256MB de memória.
O Tungsten W foi lançado em fevereiro de 2003 sendo o único modelo a ser um smartphone com processador Motorola Dragonball de 33 MHz e 1 MB de memória. O Tungsten C foi lançado em abril de 2003 com processador 400 MHz da Intel e 64MB de memória.